# 黃耀南 (武舉人)
黃耀南（1871年—1934年），字紹周，幼名丙丁，號樸亭:17，臺灣彰化縣武西堡大埔心（今彰化縣埔心鄉）人，臺灣清治時期曾考取武舉人，日治時期後從政，掌握埔心地方政治20餘年:270。

## 生平
黃耀南祖籍廣東潮州府饒平縣烏洋鄉:17，祖先於乾隆年間前往臺灣，父黃生華，母張松，以耕讀維生，為當地地主:269。其同治十年（1871年）出生，年少時曾拜永靖街（今彰化縣永靖鄉）仕紳邱萃英門下學習漢文:269，後自黃慶年習得「馳馬步射」之術:17，擅長拳法、刀法、弓箭、騎馬等:269。20歲參加歲試獲第2名，成為彰化縣學武生員，光緒十九年（1893年）至福建參加鄉試，考中第30名武舉人:17，獲光緒皇帝賜華綵旗旗匾一面，80大圓現金，敘命兵部侍郎，授以都司官銜:269。但之後臺灣便割讓給日本，其宅旗杆座來不及建造，旗幟亦無法樹立，但中舉後仍和7名兄弟在埔心建造祠堂，使用其父之字「進益」命名，稱「黃進益堂」，另外以祭祀公業黃進益名義購置田地6筆，收益供祭祀之用:269-270。
1898年被臺灣總督府任命為員林辦務署第十三區庄長，1900年任彰化廳大埔心區區長:270，1906年獲贈紳章:203，1910年至1919年出任臺中廳大埔心區區長，1925至1929年擔任坡心庄長:270。
1912年參與員林輕便鐵道株式會社之設立，為該社取締役（董事），同時投資500圓興建鐵道。1916年與羅厝區長黃家守等人發起設立公學校，獲永靖公學校（今彰化縣永靖鄉永靖國民小學）校長吉田作太郎幫助，該年4月1日核准設立永靖公學校舊館分校（今彰化縣永靖鄉舊館國民小學）。亦曾擔任彰化米商組合副組合長、八堡圳圳務委員:270。
此外，黃耀南也曾中國帶回柑橘種子，研究栽培繁殖，1905年任員林區米商組合正組合長，又和羅厝區庄長黃賢通設立大振公司，任總辦一職。同時參與彰化諸多廟宇活動，光緒年間發起創設南瑤宮聖四媽會（會址於今埔心五湖宮內），1920年社頭清水巖重修，捐獻100圓金錢，1926年贈「鼎峙稱雄」匾予永靖永安宮，同年與埔心地方仕紳倡建埔心忠義廟，1920年9月起擔任興賢書院第二任管理人:270。1934年，黃耀南過世:269。

## 故居
黃耀南故居位於埔心鄉，為一棟單落雙護龍的三合院，內有昭和年間改建時建造的拜亭，亭內放置武舉人練武時使用的大刀及石鎖，中堂上方掛有清光緒皇帝御賜之「武魁」匾額，一旁另有2棟三合院，然後因代相繼搬離，缺少維護，黃耀南後代故提議設置「客家文化村」加以活化。

## 家庭
妻巫草，長子黃褒忠，曾任埔心庄長，次子黃獅保，曾任埔心鄉長:270。